# Палм-Бічська історія
 Палм-Бічська історія (англ. The Palm Beach Story) — американський художній фільм 1942 року режисера Престона Стерджеса. У 2000 році стрічка займала 77-е місце у списку 100 найсмішніших американських фільмів за 100 років за версією AFI. Входить до списку «1001 фільм, який ви маєте переглянути перед смертю», редагованого Стівеном Шнайдером.

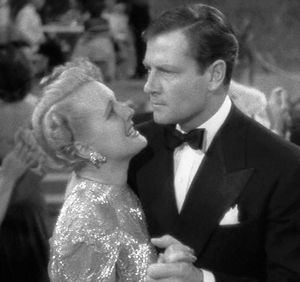
Кадр з фільму

## Сюжет
Щойно одружений інженер відчайдушно шукає гроші, щоб побудувати спроектований аеродром. З любові до нього і щоб забезпечити його необхідними грошима, його дружина їде до Флориди, щоб розлучитися з ним і зрештою вийти заміж за мільярдера. Але чоловік не сприймає це таким чином і вирішує приєднатися до дружини.

## Ролі виконують
- Клодет Кольбер — Джеральдін «Джеррі» Джефферс
- Джол МакКрі[en] — Том Джефферс (псевдонім «Капітан МакГлю»
- Мері Астор — Принцеса Сентимілія (Мод)
- Руді Валле[en] — Джон Д. Гакенсакер
- Сіг Арно[en] — Тото
- Роберт Дадлі[en] —  Віні Кінґ
- Роберт Воррік — містер Гінч

## Навколо фільму
- Фільм належить до жанру комедії про повторний шлюб, описаної Стенлі Кавеллом.
- Прем’єра фільму відбулася в Англії, перш ніж він вийшов на екрани в США влітку 1942 року, і там його тепло прийняли як бажаний перепочинок від похмурих новин про війну.
- Зйомки завершилися із запізненням на сім днів. Остаточні витрати на виробництво склали близько 950 000 доларів.
- Пісня «Goodnight Sweetheart» також використовується у фільмі «Батько нареченої» 1950 року, де зіграли Спенсер Трейсі, Джоан Беннет і Елізабет Тейлор. Трейсі та Беннет танцюють під цю пісню у фінальній сцені.

## Нагороди
- 1942  Премія Національної ради кінокритиків США:
  - найкращому акторові[en] — Руді Валле[en]